# Zahir Shah
Mohammed Zahir Shah (16. oktober 1914 i Kabul, Afghanistan – 23. juli 2007 smst.) var Afghanistans sidste konge fra 1933 til 1973. 
Efter et statskup i 1973 boede han i eksil i Rom i Italien i 29 år før han returnerede til Afghanistan i 2002. I 2004 var han indlagt på sygehuse i Indien og Forenede Arabiske Emirater med forskellige helbredsproblemer.
| Biografi | Spire Denne biografi er en spire som bør udbygges. Du er velkommen til at hjælpe Wikipedia ved at udvide den. |